# We Rock (DVD)
A We Rock az amerikai Dio heavy metal zenekar két koncertfelvételét
tartalmazza néhány dal kivételével: Live in Concert és A Special from the Spectrum.

## Az album dalai

### Live in Concert
1. Stand Up and Shout
2. Straight Through the Heart
3. Shame on the Night
4. Children of the Sea
5. Holy Diver
6. Rainbow in the Dark
7. Don't Talk to Strangers

### A Special from the Spectrum
1. Don't Talk to Strangers
2. Mystery
3. Egypt (The Chains Are On)
4. Drum Solo
5. Heaven and Hell
6. Guitar Solo
7. Heaven and Hell
8. The Last in Line
9. Heaven and Hell
10. Rainbow in the Dark
11. The Mob Rules
12. We Rock
13. Interjú Ronnie James Dióval (2005. augusztus, Belgium)

## Közreműködők
- Ronnie James Dio – ének
- Vivian Campbell – gitár
- Jimmy Bain – basszusgitár
- Vinny Appice – dob